# تیم ملی فوتبال زنان عراق
تیم ملی فوتبال زنان عراق (انگلیسی: Iraq women's national football team) نماینده فوتبال زنان این کشور در رده ملی است و تحت نظارت فدراسیون فوتبال عراق قرار دارد.